# 中央公論
《中央公論》是一份在明治時代創刊，經過大正、昭和、平成發行至今的一份月刊（綜合雜誌）。現在由中央公論新社發行。該雜誌於1999年起是讀賣新聞集團成員刊物，現時立場被認為傾向右翼且親美。

## 簡史
該雜誌的前身是佛教西本願寺旗下普通教校（龍谷大學的前身）學生高楠順次郎等人自發組織「反省會」的官方雜誌《反省會雜誌》，創刊於明治20年（1887年），後期改名為《反省雜誌》。
明治32年（1899年）1月，《反省雜誌》改名為《中央公論》，脫離宗教色彩轉型為綜合性雜誌。1916年1月，《中央公論》內針對女性讀者企劃製作的特輯獨立創刊為《婦人公論》。1944年，日本發生橫濱事件，與更為激進的馬克思主義雜誌《改造》同時被日本軍方強制停刊，1946年復刊。
《中央公論》於1960年11月上旬發行的12月号刊登深泽七郎小说《风流梦谭》，內容包含皇太子及皇太子妃被斬首，處決後天皇及皇后殘肢，羞辱皇太后等情節，引起右翼团体抗議，且宫内厅于該年11月29日提出抗议，雖然總編輯竹森清在11月30日向宫内厅谢罪，並遭撤換。但年僅17歲的右翼人士小森一孝於1961年2月1日侵入中央公論社社長暨總編輯嶋中鹏二的住宅，殺傷嶋中鹏二之妻嶋中雅子並殺害佣人丸山加禰，此事件稱為「島中事件」。

## 外部連結
- 中央公論 （页面存档备份，存于）